# جبجب سرة (المخادر)

تعديل مصدري - تعديل

جبجب سرة هي إحدى قرى عزلة الشرف بمديرية المخادر التابعة لمحافظة إب، بلغ تعداد سكانها 162 نسمة حسب تعداد اليمن لعام 2004.